# Macrophthalmidae
De Macrophthalmidae is een familie van de superfamilie Ocypodoidea uit de infraorde krabben (Brachyura).

## Systematiek
De Macrophthalmidae zijn onderverdeeld in drie onderfamilies:
- Ilyograpsinae  Števčić, 2005
- Macrophthalminae  Dana, 1851
- Tritodynamiinae  Števčić, 2005